# Félix Leclerc

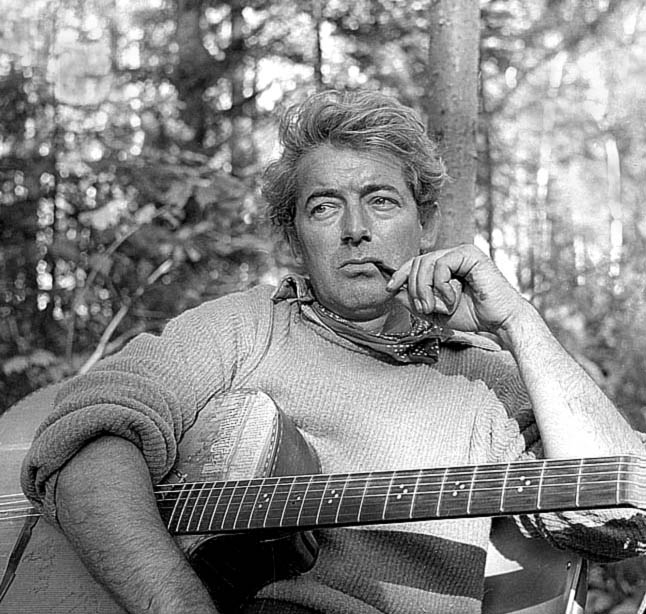

Félix Leclerc, född 2 augusti 1914 i La Tuque i Quebec, död 8 augusti 1988, var en kanadensisk vissångare, poet, författare, skådespelare och politisk aktivist för det fransktalande Quebec. Han blev officer i Order of Canada 20 december 1968.